# North Gloucestershire League
De North Gloucestershire League is een Engelse regionale voetbalcompetitie. De League bestaat uit vijf divisies waarvan de hoogste (Premier Division) zich bevindt op het 14de niveau in de Engelse voetbalpyramide. De kampioen promoveert naar de Gloucester Northern Senior League. 